# Blue Banisters
Blue Banisters è l'ottavo album in studio della cantante statunitense Lana Del Rey, pubblicato il 22 ottobre 2021.

## Pubblicazione
Il 20 marzo 2021, il giorno seguente alla pubblicazione del suo settimo album Chemtrails over the Country Club, la cantante ha annunciato che il successivo si sarebbe intitolato Rock Candy Sweet e che sarebbe uscito il 1º giugno dello stesso anno. L'11 aprile ha pubblicato su Instagram una breve anteprima riportante il testo Blue Banisters; il nuovo titolo dell'album è stato confermato insieme alla copertina il successivo 28 aprile, con data di pubblicazione prevista per il 4 luglio. Il 20 maggio 2021 sono usciti i tre singoli promozionali Blue Banisters, Text Book e Wildflower Wildfire.
Dopo oltre un mese di silenzio, il giorno prima della data fissata per la pubblicazione dell'album Lana Del Rey ha annunciato sui suoi social che il disco sarebbe uscito più tardi del previsto. Ha inoltre pubblicato la nuova copertina, che la vede seduta in compagnia dei suoi due pastori tedeschi Tex e Mex. Con l'uscita del singolo apripista Arcadia l'8 settembre 2021 è stata resa nota la tracklist (Dealer, Thunder, Nectar of the Gods, Living Legend e Cherry Blossom erano già comparse online anni o mesi prima) e sono stati avviati i pre-ordini dell'album, la cui data di pubblicazione ufficiale è stata fissata per il successivo 22 ottobre. Target e HMV hanno reso disponibile nei loro negozi una versione del vinile con una copertina alternativa realizzata da Neil Krug, così come Urban Outfitters, la cui versione esclusiva vede una terza copertina, sempre opera di Krug. Il 16 ottobre, una settimana prima della pubblicazione, l'album è trapelato illegalmente online, com'era già successo per gli album della cantante Lust for Life e Chemtrails over the Country Club.

## Descrizione
Blue Banisters è stato descritto dalla cantante stessa come un album molto personale che riassume diciotto mesi della sua vita e che affronta la sua storia. Si apre con la traccia Text Book, canzone pop minimalista in cui parla di come il suo rapporto con la figura paterna abbia influenzato la sua vita sentimentale, tema ricorrente nei suoi testi. Il brano seguente, la title track, è una ballata sul ruolo delle sue amiche più care nel superare la fine di una storia d'amore durata molto a lungo. L'album prosegue con Arcadia, un'altra ballata, inizialmente redatta come poesia, che l'autrice stessa ha paragonato a uno dei suoi primi singoli, Video Games (2012). Tema principale del pezzo è il corpo della cantante, paragonato a una mappa di Los Angeles, e di come i media l'abbiano duramente criticata nel corso della sua carriera, senza però abbatterla, anzi, facendo scaturire in lei un desiderio di riscatto che l'ha resa più forte.
Le sonorità delle precedenti tracce sono interrotte dal breve interludio strumentale The Trio, una reinterpretazione in chiave trap di una musica composta da Ennio Morricone per il film Il buono, il brutto, il cattivo. In Black Bathing Suit, Lana Del Rey torna a parlare delle critiche ricevute dai media, affermando però che ormai non la toccano più, poiché i giornalisti «sono dannatamente poveri e stiamo ridendo di loro». La traccia successiva è If You Lie Down with Me, scritta nel 2013 insieme all'ex fidanzato Barrie James O'Neill per l'album Ultraviolence (2014) ma scartata dalla lista tracce finale, la cui base strumentale dominata dagli ottoni è accompagnata da un testo in cui la cantante esprime il suo desiderio di passione. Con Beautiful lo strumento predominante torna ad essere il pianoforte, mentre la cantante esprime le sue opinioni sulla felicità, chiedendosi «cosa sarebbe accaduto se qualcuno avesse chiesto a Picasso di non essere triste» e concludendo che «la tristezza si può trasformare in felicità». Segue Violets for Roses, ballata nella quale la cantante critica il comportamento dell'ex compagno e si rasserena di aver posto fine alla relazione deleteria.
Seguono due tracce frutto della collaborazione con i Last Shadow Puppets, realizzate per un album congiunto che non ha mai visto la luce del giorno. Dealer, che vede la partecipazione vocale di Miles Kane, si distingue dalle sonorità del resto dell'album per le melodie psichedeliche e il beat downtempo hip hop e affronta il tema della tossicodipendenza, mentre la più rilassata Thunder vede la cantante rifiutare un uomo che conosce tanto bene da sapere la vera personalità che nasconde dietro la facciata dietro cui si nasconde in pubblico, e che sa essere potenzialmente dannoso per lei.
I testi sono estremamente personali anche in Wildflower Wildfire, una ballata di pianoforte che vede Lana Del Rey riflettere sul travagliato rapporto con la madre, che menziona come «la moglie di mio padre», e da cui non intende trarre esempio: se lei è un «incendio incontrollato», la cantante aspira ad essere un delicato «fiore di campo». Seguono altre due collaborazioni di vecchia data con l'ex fidanzato Barrie James O'Neill: Nectar of the Gods, con il suo strumentale basato su una chitarra acustica, vede la cantante rivisitare una relazione passionale, e Living Legend, canzone d'amore dallo spirito nostalgico in cui Lana presta la sua voce imitando una chitarra elettrica. La ballata di pianoforte Cherry Blossom, altro pezzo inizialmente realizzato per Ultraviolence, precede la quindicesima e ultima traccia, Sweet Carolina, scritta insieme al padre e alla sorella, una ninna nanna dedicata a quest'ultima, in procinto di partorire, nel tentativo di rassicurarla sull'esito della sua maternità.

## Accoglienza
| Recensione           | Giudizio |
| -------------------- | -------- |
| AllMusic             |          |
| Clash                | 7/10     |
| Exclaim!             | 8/10     |
| NME                  |          |
| Pitchfork            | 7,7/10   |
| Rolling Stone        |          |
| Slant Magazine       |          |
| The A.V. Club        | B+       |
| The Daily Telegraph  |          |
| The Guardian         |          |
| The Independent      |          |
| The Line of Best Fit | 7/10     |
| The Observer         |          |

Blue Banisters ha ottenuto recensioni prevalentemente positive da parte dei critici musicali. Su Metacritic, sito che assegna un punteggio normalizzato su 100 in base a critiche selezionate, l'album ha ottenuto un punteggio medio di 80 basato su ventuno recensioni.
Nella sua recensione pubblicata su The A.V. Club, Tatiana Tenreyro ha affermato che «Blue Banisters è un promemoria che quando una cantautrice ha il pieno controllo della sua visione artistica e trae piena ispirazioni dalle sue emozioni, questa sarà in grado di creare un'opera di incredibile bellezza», notando che l'album è un grande passo avanti rispetto al «deludente» Chemtrails over the Country Club. Anche Mike Wass della rivista Variety ha notato notevoli miglioramenti rispetto al predecessore, criticato per la scarsa personalità dimostrata, apprezzando l'esaltazione della visione artistica di Lana Del Rey in Blue Banisters, che l'autore ha definito come «un'autobiografia musicale» che contribuisce a «consolidare un'eredità artistica». Nella sua recensione per Spin, Bobby Oliver ha descritto l'album come «sincero e accattivante», definendolo «il più onesto ritratto della sua vita», affermazione non condivisa da Ben Bryant di The Independent, che ha utilizzato gli aggettivi «criptico» e «misterioso» per inquadrarlo. Pur ritenendolo meno coeso a livello musicale dei suoi lavori precedenti, individuando come causa di ciò il vasto numero di artisti che vi hanno lavorato, l'autore ha accolto positivamente la quasi totalità delle tracce, portandolo a valutarlo con 4 stelle su 5. Lo stesso punteggio è stato assegnato da un'altra pubblicazione britannica, The Daily Telegraph, la cui giornalista musicale Siobhan Grogan ha apprezzato il modo in cui Lana Del Rey ha sperimentato sia con nuovi generi musicali, sia con la sua stessa voce. Anche Fred Thomas di AllMusic ha lodato le aggiunte «inaspettate» al solito sound della cantante, con le quali riesce comunque a mantenere un'atmosfera sostenuta per l'intera durata del disco.
Citando alcuni scandali mediatici che hanno coinvolto la cantante nel corso del 2021, Rhian Daly del New Musical Express ha scritto che «Blue Banisters ci ricorda che, al di là delle tensioni mediatiche e delle reazioni negative, Lana Del Rey continua ad essere eccellente come è sempre stata». Anche Sam Sodomsky ha accolto l'album positivamente, assegnandogli un punteggio di 7,7 su 10 nella sua recensione pubblicata su Pitchfork. Ha descritto il disco come «una dimostrazione del talento di cantautrice» di Lana Del Rey, lodando il modo in cui «include tutti gli stili musicali che ha ormai perfezionato» e il modo in cui si sbarazza della «cornice estetica» che ha caratterizzato i suoi lavori precedenti per focalizzarsi sul presente e sulla vita reale, concludendo che «riesce a intrattenere, affascinare e persino sorprendere» l'ascoltatore. Dell'idea opposta è stata Katie Moulton di Consequence, secondo cui la cantante tende a riciclare le stesse idee e sonorità fino ad apparire «monocromatica, vagheggiante e ripetitiva», elogiando «i momenti in cui Lana Del Rey esce, seppur delicatamente, dai propri confini» come gli unici interessanti di un album altrimenti «adatto come sottofondo musicale per un bagno rilassante».
Meno positive sono state le recensioni di due pubblicazioni inglesi, The Guardian e The Observer, che hanno comunque dato a Blue Banisters la sufficienza con 3 stelline su 5. Dopo avere apprezzato le qualità vocali e i testi di Lana Del Rey, Rachel Aroesti di The Guardian ha definito l'album come «qualitativamente traballante», criticando l'eccessiva presenza di brani non degni di nota e la «monotonia» delle musiche. Emily Mackay dell'Observer ha invece preso di mira la scarsa armonia fra i vari pezzi, concludendo che il disco «aveva bisogno di maggior concentrazione».

## Tracce
1. Text Book – 5:04 (Lana Del Rey, Gabe Simon)
2. Blue Banisters – 4:52 (Lana Del Rey, Gabe Simon)
3. Arcadia – 4:24 (Lana Del Rey, Drew Erickson)
4. Interlude - The Trio – 1:16 (Ennio Morricone)
5. Black Bathing Suit – 5:18 (Lana Del Rey, Drew Erickson, Zachary Dawes)
6. If You Lie Down with Me – 4:25 (Lana Del Rey, Barrie James O'Neill, Drew Erickson)
7. Beautiful – 3:36 (Lana Del Rey, Drew Erickson)
8. Violets for Roses – 4:15 (Lana Del Rey, Drew Erickson)
9. Dealer – 4:34 (Lana Del Rey, Loren Humphrey, Miles Kane, Tyler Parkford, Zachary Dawes)
10. Thunder – 4:19 (Lana Del Rey, Zachary Dawes, Alex Turner, Miles Kane)
11. Wildflower Wildfire – 4:46 (Lana Del Rey, Mike Dean, Sean Solymar, Sage Skolfield)
12. Nectar of the Gods – 4:20 (Lana Del Rey, Barrie James O'Neill)
13. Living Legend – 4:00 (Lana Del Rey, Barrie James O'Neill)
14. Cherry Blossom – 3:18 (Lana Del Rey, Rick Nowels)
15. Sweet Carolina – 3:22 (Lana Del Rey, Alana Champion, Caroline Grant, Robert Grant Jr.)

## Successo commerciale
Blue Banisters ha debuttato all'8ª posizione nella Billboard 200 statunitense, diventando il suo primo album a mancare le prime tre posizioni dal suo debutto indipendente Lana Del Ray A.K.A. Lizzy Grant nel 2010. Ha venduto 33 000 unità nella sua prima settimana, di cui 19 000 vendite fisiche e digitali e 14 000 stream-equivalent units risultanti da 18,6 milioni di riproduzioni in streaming dei singoli brani. La settimana successiva ha perso quasi cento posizioni, capitombolando al 106º posto.
Nella Official Singles Chart britannica l'album è entrato il 2ª posizione con 18 395 unità vendute, meno della metà rispetto a quanto totalizzato da Chemtrails over the Country Club nella sua settimana d'esordio. Nella classifica dei Paesi Bassi Blue Banisters è entrato al primo posto, diventando il primo album numero uno di Lana Del Rey nel paese.

## Classifiche

### Classifiche settimanali
| Classifica (2021-22) | Posizione massima |
| -------------------- | ----------------- |
| Argentina            | 1                 |
| Australia            | 3                 |
| Austria              | 8                 |
| Belgio (Fiandre)     | 4                 |
| Belgio (Vallonia)    | 5                 |
| Canada               | 10                |
| Croazia              | 7                 |
| Danimarca            | 17                |
| Finlandia            | 13                |
| Francia              | 7                 |
| Germania             | 6                 |
| Grecia               | 8                 |
| Irlanda              | 4                 |
| Islanda              | 34                |
| Italia               | 18                |
| Lituania             | 8                 |
| Norvegia             | 16                |
| Nuova Zelanda        | 8                 |
| Paesi Bassi          | 1                 |
| Polonia              | 4                 |
| Portogallo           | 3                 |
| Regno Unito          | 2                 |
| Repubblica Ceca      | 34                |
| Slovacchia           | 30                |
| Spagna               | 7                 |
| Stati Uniti          | 8                 |
| Svezia               | 20                |
| Svizzera             | 6                 |

### Classifiche di fine anno
| Classifica (2021) | Posizione |
| ----------------- | --------- |
| Belgio (Fiandre)  | 192       |
| Portogallo        | 99        |